# Airton Garcia
Airton Garcia Ferreira (São Carlos, 17 de outubro de 1949) é um político e empresário brasileiro filiado ao Progressistas (PP). Foi eleito deputado estadual em 2014, prefeito de São Carlos pela primeira vez em 2016 para o mandato de 2017–2020 e reeleito em 2020 para mandato de 2021-2024.

## Carreira política
Airton começou sua carreira em 1976 como candidato a vice-prefeito de São Carlos. Participou de vários movimentos populares em sua juventude sendo sempre atuante de certa forma nas estruturas políticas da sociedade.
Foi eleito vice-prefeito no governo na gestão Dagnone de Melo (1996–2000). Assumiu a suplência da prefeitura por 3 meses durante o mandato.[carece de fontes?]
Na eleição de 2014, foi candidato a deputado estadual tendo obtido 42.329 votos e ficou como 1.º suplente do seu Partido, e sendo primeiro suplente do partido, assumiu como deputado estadual em 25 de novembro de 2015, no lugar do deputado Abelardo Camarinha, afastado por licença médica de 122 dias.
Airton Garcia foi candidato à prefeitura de São Carlos nas eleições municipais de 2016 pelo PSB, e foi eleito. Ele é o mais rico prefeito eleito do Estado de São Paulo.

## Eleições 2020
Foi candidato à reeleição nas eleições 2020, em São Carlos, pelo  Partido Social Liberal (PSL).